# János Hadik
Il conte János Hadik de Futak (Pavlovce nad Uhom, in ungherese Pálóc, 23 novembre 1863 – Budapest, 10 dicembre 1933) è stato un politico ungherese che ricoprì la carica di primo ministro per pochi giorni, dal 29 ottobre 1918 fino al termine della prima guerra mondiale (per tre giornate).
È uno dei pronipoti di András Hadik.